# Saartje Vandenbroucke
Saartje Vandenbroucke (Hollebeke (Ieper), 13 februari 1996) is een Belgisch wielrenster. Vandenbroucke reed twee jaar voor Topsport Vlaanderen-Pro-Duo, in 2017 voor Lares-Waowdeals en momenteel komt ze uit voor diens opvolger Doltcini-Van Eyck Sport.

## Jeugd
Vandenbroucke begon in de jeugd bij de Jonge Renners Roeselare, als nieuweling is ze overgestapt naar DJ-matic Kortrijk, waar ze drie jaar reed. Ze maakte deel uit van de nationale selectie op verschillende Europese en wereldkampioenschappen. Ze behaalde een negende plaats op het wereldkampioenschap in Ponferrada bij de junioren.
2011
- 2e in Provinciaal Kampioenschap West-Vlaanderen, Op de weg, individuele tijdrit, Nieuwelingen, België, Ruddervoorde (West-Vlaanderen)
- 1e in Kampioenschap van Vlaanderen, Op de weg, Nieuwelingen, België, Genk (Limburg)
- 2e in het Belgisch kampioenschap wielrennen voor dames nieuwelingen, Op de weg, Leopoldsburg (Limburg)
- 9 overwinningen

2012
- 1e in Provinciaal Kampioenschap West-Vlaanderen, Op de weg, individuele tijdrit, Nieuwelingen, België, Ruddervoorde (West-Vlaanderen)
- 1e in het Belgisch kampioenschap wielrennen voor dames nieuwelingen, Op de weg, Nieuwelingen, Tervuren (Brabant)
- 3e in Belgisch kampioenschap tijdrijden voor dames nieuwelingen
- 1e in Nationaal Kampioenschap, Baanwielrennen, Omnium, Junioren, België, Gent (Oost-Vlaanderen)

2013
- 2e in Provinciaal Kampioenschap West-Vlaanderen, Op de weg, Ind. tijdrit, Junioren, België, Ruddervoorde (West-Vlaanderen)
- 2e in Belgisch kampioenschap wielrennen voor dames junioren, Tervuren (Brabant)
- 2e in Herselt Koerse, Junioren, Herselt (Antwerpen)
- 3e in Europees Kampioenschap, Baan, Ploegenachtervolging, Junioren
- 2e in International Belgian Open, Omnium, Junioren

2014
- 2e in Provinciaal Kampioenschap West-Vlaanderen, Op de weg, Ind. tijdrit, Junioren, België
- 2e in Ville-Pommeroeul, (Ville, Junioren), Ville-Pommeroeul (Henegouwen)
- 3e in Belgisch kampioenschap tijdrijden voor dames junioren, Hooglede (West-Vlaanderen), België
- 2e in Belgisch kampioenschap wielrennen voor dames junioren, Merelbeke (Oost-Vlaanderen), België
- 3e in Aigle, Achtervolging, Aigle (Vaud), Zwitserland
- 9e in Wereldkampioenschappen wielrennen 2014 Wegrit vrouwen junioren, Ponferrada (Spanje)

## Profs

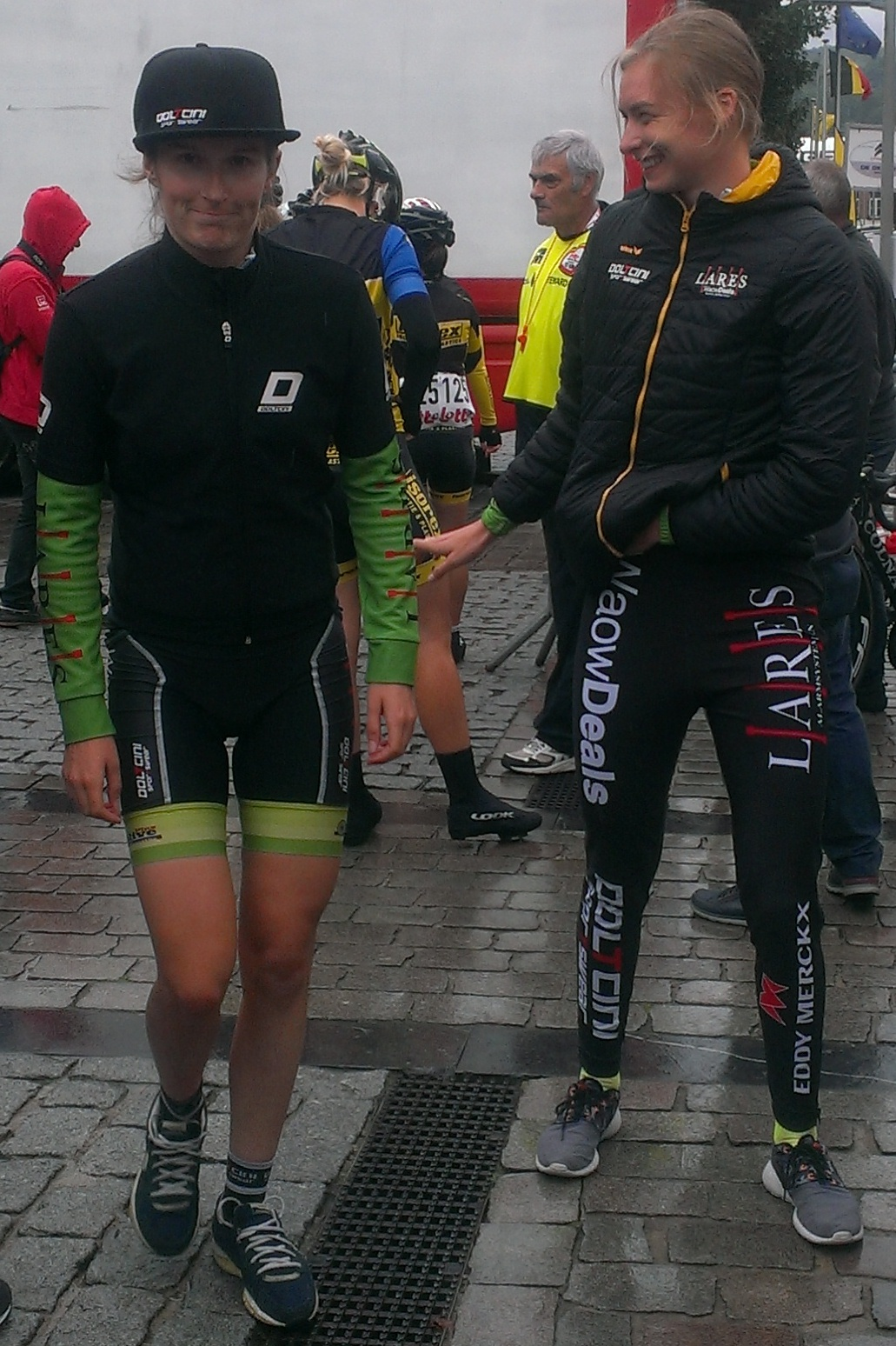
Vandenbroucke (rechts) bij Lares-Waowdeals in de Lotto Belgium Tour.

Vandenbroucke komt sinds 2017 uit voor Lares-Waowdeals, dat vanaf 2018 verder ging onder de naam Doltcini-Van Eyck Sport.
2015
2016
- 3e in Grand Prix de Dottignies

2017
- 3e in Provinciaal Kampioenschap West-Vlaanderen Vrouwen Tijdrijden - Ruddervoorde-Balliebrugge
- 2e in GP Astrid De Winne - Mem. Herman - Haaltert
- 3e in Kampioenschap van België Tijdrijden Vrouwen Beloftes - Anzegem

2018
- 1e in het Belgische kampioenschappen baanwielrennen (Scratch)

2019
- 1e in het Criterium van Herentals (Natourcriterium)
- 1e in Emptinne
- 3e in Hulste

## Teams

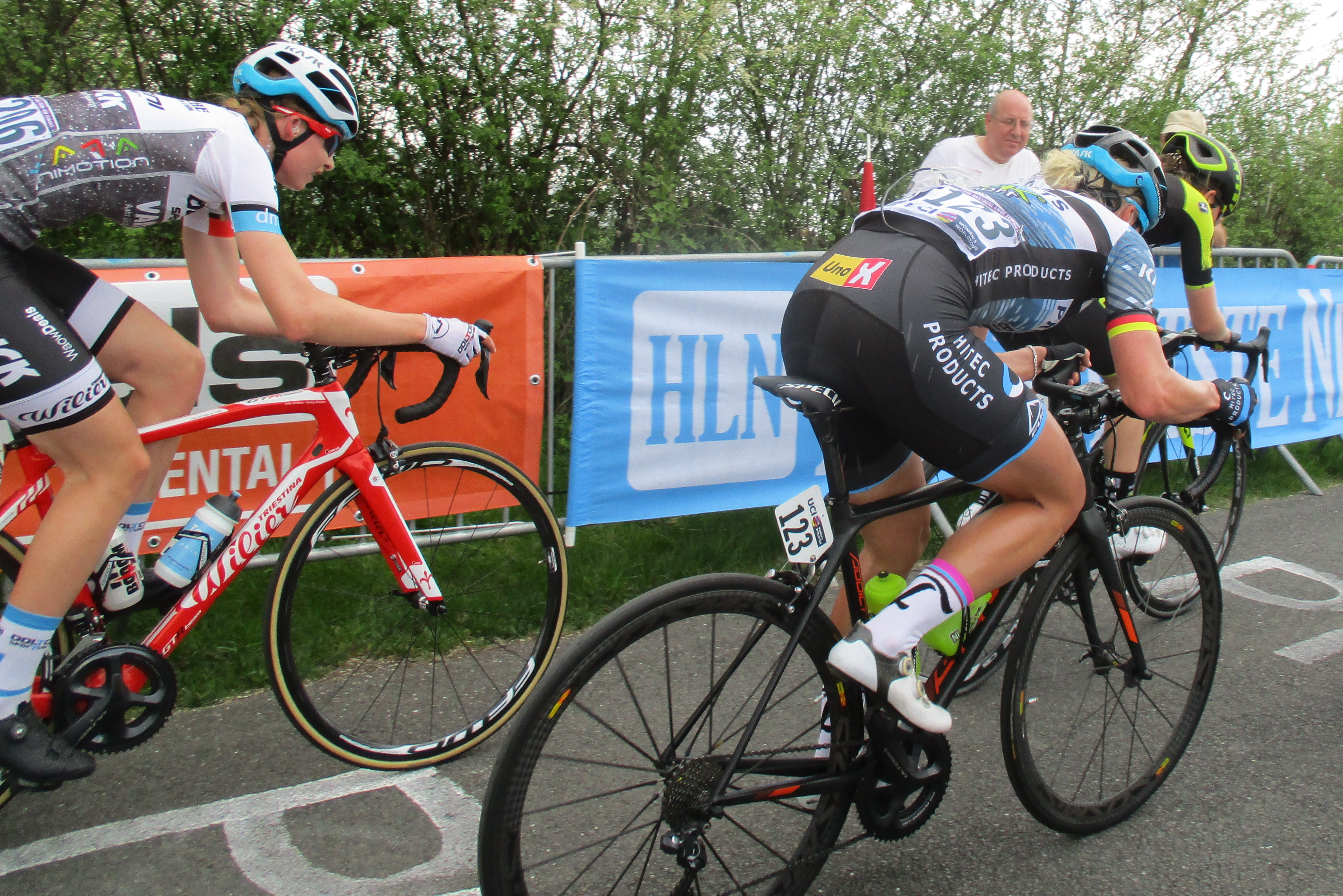
Vandenbroucke (links) in actie op La Redoute in Luik-Bastenaken-Luik.

### Jeugd
- Jonge Renners Roeselare
- DJ-Matic Kortrijk

### Profs
- 2014: Topsport Vlaanderen-Pro-Duo (stagiaire vanaf 1 augustus)
- 2015: Topsport Vlaanderen-Pro-Duo
- 2016: Topsport Vlaanderen-Etixx-Guill D'or
- 2017: Lares-Waowdeals
- 2018: Doltcini-Van Eyck Sport
- 2019: Doltcini-Van Eyck Sport
- 2020: S-Bikes Bodhi Cycling